# Пименов, Ростислав Петрович
Ростислав Петрович Пименов (1884—1920) — подполковник 48-й артиллерийской бригады, герой Первой мировой войны. Участник Белого движения на Юге России, командир Алексеевской артиллерийской бригады, полковник.

## Биография
Из потомственных дворян Области Войска Донского, казак станицы Потемкинской.
Окончил Донской кадетский корпус (1901) и Михайловское артиллерийское училище (1903), откуда выпущен был хорунжим в 3-ю Донскую казачью батарею.
Участвовал в русско-японской войне, за боевые отличия был награжден двумя орденами. Произведен в сотники 15 апреля 1907 года. 24 августа 1907 года переведен во 2-ю запасную артиллерийскую бригаду с переименованием в поручики. Произведен в штабс-капитаны 3 сентября 1910 года.
24 июля 1910 года переведен в 48-ю артиллерийскую бригаду, с которой и вступил в Первую мировую войну. Произведен в капитаны 26 февраля 1915 года «за отличия в делах против неприятеля». Пожалован Георгиевским оружием
За то, что, будучи в чине капитана и командуя 6-ю батареею названной бригады, в бою 12 марта 1915 года у д. Смилько три раза выезжал со взводом батареи на открытые позиции для поддержки своей пехоты, при чем в последний раз быстрым выездом впереди цепей своей пехоты, под сильным ружейным и пулеметным огнём противника, метким огнём своего взвода выбил и обратил в бегство окапывающегося неприятеля с его позиции, чем оказал огромное содействие атаке д. Смилько и высоты 486.
15 февраля 1916 года произведен в подполковники, а 8 апреля того же года назначен командиром 6-й батареи 48-й артиллерийской бригады.
С началом Гражданской войны полковник Пименов вступил в Добровольческую армию. Участвовал в 1-м Кубанском походе в управлении артиллерийского дивизиона. В Вооруженных силах Юга России — во 2-й артиллерийской бригаде, затем был командиром 2-й генерала Алексеева легкой батареи. 13 апреля 1919 года назначен командиром 2-го дивизиона 2-й артиллерийской бригады, 18 июня — командиром 1-го дивизиона той же бригады, а 10 ноября 1919 — командиром Алексеевской артиллерийской бригады.
Умер 25 мая 1920 года в Керчи. Был женат, имел дочь.

## Награды
- Орден Святого Станислава 3-й ст. с мечами и бантом (ВП 14.02.1907)
- Орден Святой Анны 4-й ст. с надписью «за храбрость» (ВП 19.08.1907)
- Орден Святой Анны 3-й ст. (ВП 18.02.1914)
- Орден Святого Станислава 2-й ст. с мечами (Второе дополнение к ВП 1.02.1915)
- Орден Святого Владимира 4-й ст. с мечами и бантом (ВП 6.03.1915)
- мечи и бант к ордену Св. Анны 3-й ст. (ВП 17.07.1915)
- Высочайшее благоволение «за отличия в делах против неприятеля» (ВП 8.12.1915)
- Орден Святой Анны 2-й ст. с мечами (ВП 9.10.1916)
- Георгиевское оружие (ВП 24.01.1917)